# Jacek Gdański
Jacek Gdański (Szczecinek, 30 novembre 1970) è uno scacchista polacco.
Ha ottenuto il titolo di Maestro Internazionale nel 1988 e di Grande Maestro nel 1997.

## Principali risultati
Nella seconda metà degli anni '80 è stato uno dei più forti giocatori polacchi. Nel 1986 vinse il campionato polacco juniores (U20) e la medaglia di bronzo nel campionato europeo juniores. Nel 1989 è stato secondo dietro a  Vasil Spasov nel campionato del mondo juniores di Tunja in Colombia.
Vinse il campionato polacco nel 1992, due volte il campionato polacco rapid (1995 e 2000) e il campionato polacco blitz (1998 e 2000).  
Con la nazionale polacca ha partecipato a tre olimpiadi degli scacchi dal 1990 al 1994, ottenendo complessivamente il 62,5% dei punti.
Nel campionato polacco a squadre ((Drużynowe Mistrzostwa Polski)) ha vinto nove medaglie d'oro (1996, 2000, 2001, 2002, 2003, 2004, 2007, 2008, 2010), sette d'argento (1990, 1992, 1993, 1997, 2009, 2011, 2012) e una di bronzo nel 1995.
Tra i migliori risultati di torneo, il primo posto (da solo o ex aequo) nel 1993 e 1994 a Cracovia, nel 1999 a Helsinki e Rio de Janeiro.
Ha partecipato al campionato del mondo FIDE del 2002 a Mosca (disputato con il sistema dell'eliminazione diretta), dove è stato eliminato nel primo turno da Vadim Zvjaginsev.
Ha ottenuto il suo massimo rating FIDE in ottobre del 2000, con 2557 punti Elo.
Laureato in economia all'Università di Danzica, dal 2004 al 2009 è stato membro del "Poland National Health Fund" e dal 2009 lavora nel Ministero delle finanze del governo polacco.